# Silvia Dina Montanari
Silvia Dina Montanari (ur. 14 stycznia 1943 w Buenos Aires, zm. 26 października 2019 tamże) – argentyńska aktorka filmowa.
Znana w Polsce z telenowel: Rozgrywki wyższych sfer (1984) i Serca na rozdrożu (2001).